# Cynthia Watros
Cynthia Michele Watros (Lake Orion, Míchigan; 2 de septiembre de 1968) es una actriz estadounidense de cine, teatro y televisión, ganadora de un premio Emmy. Es conocida por sus papeles de Libby en Lost, Kellie en The Drew Carey Show, Erin en Titus y Annie Dutton en Guiding Light.

## Carrera
Después de graduarse en la universidad de Boston, se mudó a Nueva York para conseguir fama. Hizo el papel de Agnes Gooch en una producción de Broadway, Auntie Mame. También apareció como una de las hermanas Pigeon en The Odd Couple.
Empezó a ser conocida por su papel de Annie Dutton en la telenovela de la CBS Guiding Light, desde 1994 hasta 1998. Su personaje, una enfermera, empezó siendo una heroína, pero empezó a ser más aclamado cuando se convirtió en la rival de Reva Shayne (interpretado por Kim Zimmer). En 1998, Watros ganó un Emmy como Daytime Emmy Award for Outstanding Lead Actress in a Drama Series por su papel en Guiding Light. En ese mismo año, actuó en Another World como Victoria Hudson McKinnon, sustituyendo a Jensen Buchanan, de baja por maternidad.
Desde 2000 hasta 2002, interpretó a Erin Fitzpatrick en Titus. En 2002, después de que la serie fuera cancelada, hizo el papel de Kellie Newmark en The Drew Carey Show hasta 2004.
Desde 2005 hasta 2006, fue miembro del reparto de Lost, haciendo el papel de Libby, una de las supervivientes de la sección de cola del avión. Actuó durante la segunda temporada como personaje regular y en las siguientes, en algunos capítulos como estrella invitada. Tras irse de Lost, grabó el piloto de un show llamado My Ex-Life, para la CBS, como la mujer del personaje interpretado por Tom Cavanagh. El episodio piloto aún no ha sido emitido en televisión.

## Vida personal
Watros nació en Orion, Míchigan. Asistió a Macomb Community College en el municipio de Clinton, Míchigan, obteniendo una Licenciatura de Bellas Artes en Teatro por parte de la Universidad de Boston y participando por parte de la Universidad del Programa de Entrenamiento  para Actores Profesionales.
Watros y Bonnie-Jill Laflin realizaron servicios para el viaje a USO en Irak, en el año 2008, visitando varias bases militares, incluidas COP Callahan en el área de Adamiyah, al este de Bagdad.
Está casada con Curtis Gillilland desde 1996. Tiene dos hijas mellizas, nacidas en el 2001.
Watros y su compañera de reparto en Lost, Michelle Rodríguez, fueron arrestadas la mañana del 1 de diciembre de 2005 en Kailua, Hawái por conducir en estado de embriaguez. La policía dijo que ambas mujeres fallaron los test de alcoholemia y fueron liberadas bajo una fianza de $500 cada una. 
Curiosamente, en un episodio que se emitió unos meses después, 'Two For The Road', los personajes de ambas actrices eran asesinados. Se ha especulado que su marcha de la serie fue consecuencia del incidente con la policía[cita requerida].

## Filmografía

### Film
| Año  | Título                   | Rol             | Notas |
| ---- | ------------------------ | --------------- | ----- |
| 1995 | Cafe Society             | Dianna Harris   |       |
| 1997 | His and Hers             | Pam             |       |
| 2000 | Mercy Streets            | Sam             |       |
| 2001 | The Yellow Bird          | Alma Tutwiler   | Corto |
| 2002 | P.S. Your Cat Is Dead    | Kate            |       |
| 2005 | Just Pray                | Perry Ann Lewis | Corto |
| 2007 | Frank                    | Jennifer York   |       |
| 2008 | Duane Incarnate          | Connie          |       |
| 2008 | American Crude           | Jane            |       |
| 2009 | Calvin Marshall          | Karen           |       |
| 2010 | Mars                     | Allison Guthrie |       |
| 2012 | Electrick Children       | Gay Lynn        |       |
| 2012 | Fatal Justice            | Karen           |       |
| 2013 | Park City                | Nina            |       |
| 2014 | Blood and Circumstance   | Sra. Stabler    |       |
| 2017 | Special Unit             | Tara Small      |       |
| 2017 | Destruction: Los Angeles | Cathy Benson    |       |

### Televisión
| Año             | Título                                   | Rol                                | Notas                                                            |
| --------------- | ---------------------------------------- | ---------------------------------- | ---------------------------------------------------------------- |
| 1994            | New York Undercover                      | Reportera                          | Episodio: "Missing"                                              |
| 1994–1998       | Guiding Light                            | Annie Dutton / Dee                 | Regular                                                          |
| 1997            | Spin City                                | Gayley                             | Episodio: "Striptease"                                           |
| 1998            | Another World                            | Vicky Hudson                       | 9 episodios                                                      |
| 1998            | Profiler                                 | Helen Jefferies                    | Episodio: "Perfect Helen"                                        |
| 2000–2002, 2020 | Titus                                    | Erin Fitzpatrick                   | Protagónico, 54 episodios + 2 del revival                        |
| 2002            | A Nero Wolfe Mystery                     | Phoebe Gunther                     | Episodio: "The Silent Speaker"                                   |
| 2002–2004       | The Drew Carey Show                      | Kellie Newmark                     | Protagónico (Temporadas 8–9), 52 episodios                       |
| 2005            | Washington Street                        | Maggie                             | Film para TV                                                     |
| 2005–2007, 2010 | Lost                                     | Elizabeth "Libby" Smith            | Protagónico (Temporada 3; invitada, temporada 2, 6), 24 episodes |
| 2007            | Avenging Angel                           | Maggie                             | Film para TV                                                     |
| 2007            | Raines                                   | Sarah Carver                       | Episodio: "Closure"                                              |
| 2007            | Law & Order: Criminal Intent             | Beth Hoyle                         | Episodio: "Offense"                                              |
| 2008            | Fear Itself                              | Meredith Kane                      | Episodio: "Spooked"                                              |
| 2008            | The Bill Engvall Show                    | AJ                                 | Episodios: "Susan's Best Friend"/"Bill Talks a Good Game"        |
| 2009            | Family Guy                               | Voz del sistema de seguridad       | Episodio: "Ocean's Three and a Half"                             |
| 2009            | In Plain Sight                           | Maureen Stewart / Maureen Sullivan | Episodio: "A Stand-Up Triple"                                    |
| 2009            | Gossip Girl                              | Joven Celia Rhodes                 | Episodio: "Valley Girls"                                         |
| 2009            | CSI: Crime Scene Investigation           | Barbie Aubrey                      | Episodio: "All In"                                               |
| 2009            | The Closer                               | Robin Milano                       | Episodio: "Identity Theft"                                       |
| 2009            | Criminal Minds                           | Heather Vanderwaal                 | Episodio: "Reckoner"                                             |
| 2009            | Men of a Certain Age                     | Erica                              | Episodio: "Mind's Eye"                                           |
| 2010            | The Secret Life of the American Teenager | Nicky                              | Episodio: "The Second Time Around"                               |
| 2010            | House                                    | Sam Carr                           | 7 episodios                                                      |
| 2010            | Desperate Housewives                     | Tracy Miller                       | Episodio: "Pleasant Little Kingdom"                              |
| 2012            | A Smile as Big as the Moon               | Dra. Deborah Barnhart              | Film para TV                                                     |
| 2012            | Retribution                              | Karen                              | Film para TV                                                     |
| 2012            | Grey's Anatomy                           | Liz Connor                         | Episodio: "Let the Bad Times Roll"                               |
| 2012            | Hawaii Five-0                            | Katie Burgess                      | Episodio: "Lana I Ka Moana"                                      |
| 2013            | Cynthia Watros Gets Lost                 | Ella misma                         | 4 episodios piloto en YouTube                                    |
| 2013            | Warehouse 13                             | Janice Malloy                      | Episodio: "What Matters Most"                                    |
| 2013–2014       | Video Game High School                   | Mary Matrix                        | 12 episodios                                                     |
| 2013            | Dog with a Blog                          | Tía Sigourney                      | Episodio: "Twas the Flight Before Christmas"                     |
| 2013–2014       | The Young and the Restless               | Kelly Andrews                      | Recurrente                                                       |
| 2014–2015       | Finding Carter                           | Elizabeth Wilson                   | Protagónico                                                      |
| 2015            | Stolen from the Suburbs                  | Katherine                          | Film para TV                                                     |
| 2017            | Washed Away                              |                                    | Film para TV                                                     |
| 2017            | Deadly Exchange                          | Detective Hardy                    | Film para TV                                                     |
| 2019            | Misguided                                | Anne                               | 2 Episodios                                                      |
| 2019–present    | General Hospital                         | Nina Reeves                        | Regular                                                          |